# 珍妮丝·玛丽·杨
珍妮丝·玛丽·杨（英语：Janice Marie Young，1957年6月17日—1973年6月9日），原名珍妮丝·玛丽·布洛克（Janice Marie Brock），主要以她的中间名为人所知。珍妮丝曾是一名身份不明的美国女性，于1973年6月9日被人推向一辆行驶中的汽车而死。
一名男子曾因涉嫌谋杀她而被捕，但因无法证明嫌疑人的意图，该指控最终被撤销。
2015年5月20日，在去世近42年后，她的身份得以确认，她的弟弟注意到身份不明的受害者与他离家出走的姐姐有相似之处，最终通过DNA确认了身份。

## 死亡
1973年6月9日凌晨1点左右，有人看到一个十几岁的女孩在佛罗里达州圣彼得堡南十一大道和南八街交叉口与一名男子争吵。女孩拿着一把刀和一个敲破了的瓶子。这名男子（后来身份被确认是劳伦斯·多恩）将她推向了一辆行驶中的卡车，男子声称这一行为出于自卫。女孩当场死亡。
受害者的年龄看起来在14岁到16岁之间，但也有可能是在11岁到20岁间。她有一头赤褐色的齐肩卷发，眼睛颜色为一种特殊的蓝色，有明显的短指甲，应是生前有咬甲癖。其他特征包括她背上的三个胎记，一颗有缺口的牙齿，没有进行牙科手术，牙齿有可能是在被车撞的时候被撞坏了，以及肩膀上有雀斑。
她的一只耳朵上有两只耳环。另一只耳朵上有一个愈合了的耳洞。女孩戴着一枚戒指，原本镶嵌于其上的珠宝已经不知去向。她去世时穿着一件五颜六色的连衣裙以及紫色的连裤袜。

## 调查
女孩被认为很可能是离家出走。她曾接受过别人送的衣服，表明她几乎没有财产。
在她去世前不久，警察曾跟她说过话。但警察认为她不是当时他们要找的人。在以前的冲突中，她使用过自己的原名以及用“辛迪”和“玛丽”为名和“布洛克”（Bromke）为姓的一些假名。
在她的遗物里，有一封用铅笔写的信，上面写着“格洛丽亚”的名字。由于她在信里说她“正在休息”，以此推测她当时可能有工作。信还提到了她在北卡罗来纳州和弗吉尼亚州遇到的人。信上的书法据说很差，信封上没有地址。
多恩被以谋杀罪被逮捕，后被改为过失杀人罪，但最后由于警方无法证明多恩推她时的意图，因此指控被撤销。
她被埋葬在佛罗里达州圣彼得堡的纪念公园公墓。2010年，她的遗体从坟墓中挖掘出来，以此获取DNA样本。

## 鉴定
珍妮丝·玛丽·杨于2015年5月20日被确认身份。据报道，她的弟弟蒂莫西·杨已经寻找失踪的姐姐几十年了。他找人时一直用的是她的领养姓氏“杨”。当他使用珍妮丝的出生名“布洛克”在网上搜索时，发现了一张警方的受害者素描，这张素描上的女性与珍妮丝非常像。他在2015年1月28日打电话向警方报告。
调查员布兰达·斯蒂芬森收到了关于收养珍妮丝和蒂莫西的传真文件。布兰达表示在看到文件上的名字后，立即知道珍妮丝就是那个身份不明的女孩。蒂莫西的DNA后来与受害者遗体中发现的DNA进行了比对，结果完全匹配。这两个胞亲被带到寄养家庭，在1969年被合法收养后，两人姓氏从“布洛克”改为“杨”。
珍妮丝被另一个领养的孩子强奸后，逃离了养父母在弗吉尼亚州纽波特纽斯的家，她的弟弟目睹了强奸过程。她告诉蒂莫西她打算逃跑，带走一个装满物品的枕头盒，离家后再也没有回来。
她的遗体最终被运到蒂莫西处后火化。